# Hans von Matz

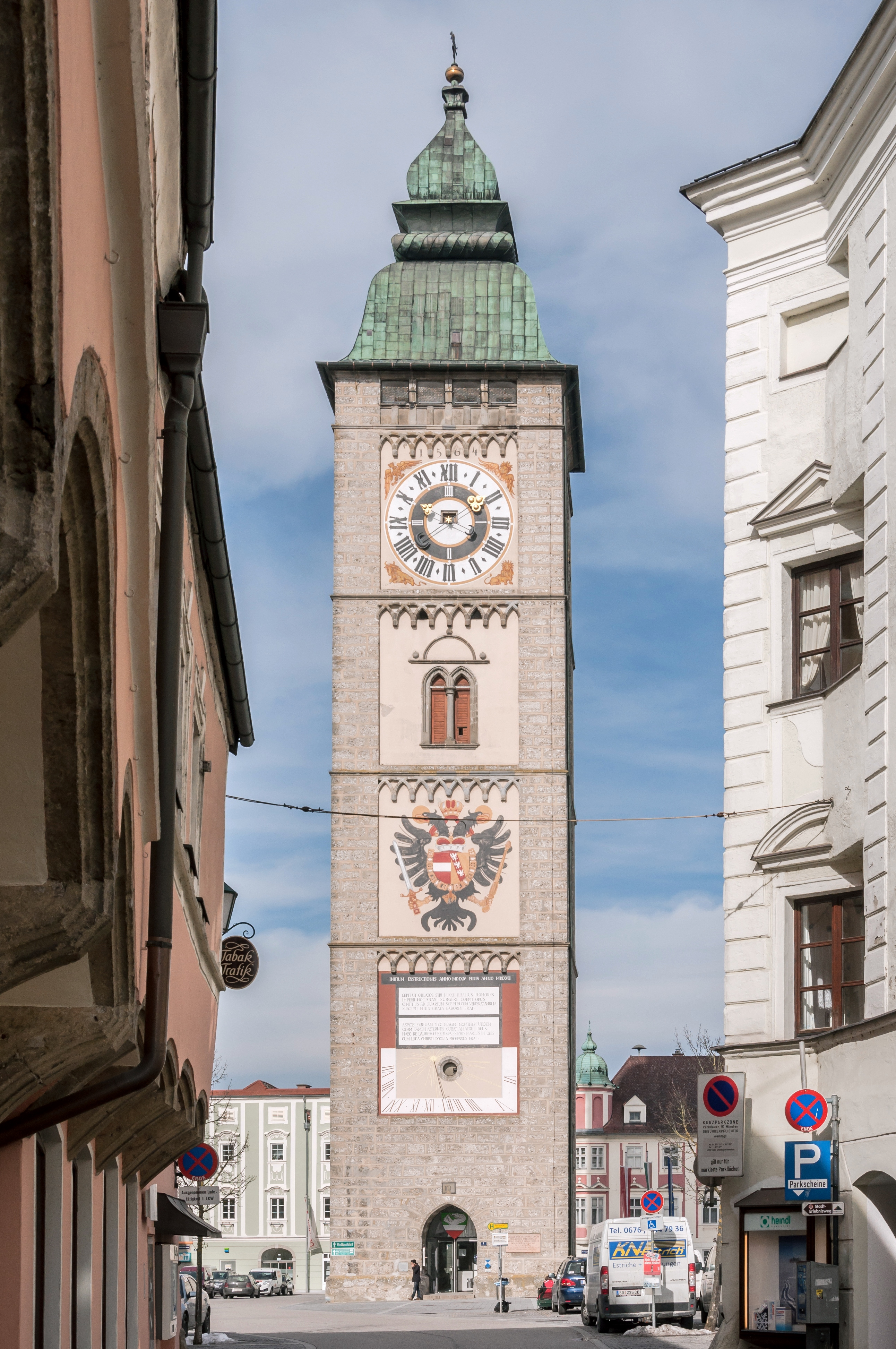
Stadtturm Enns

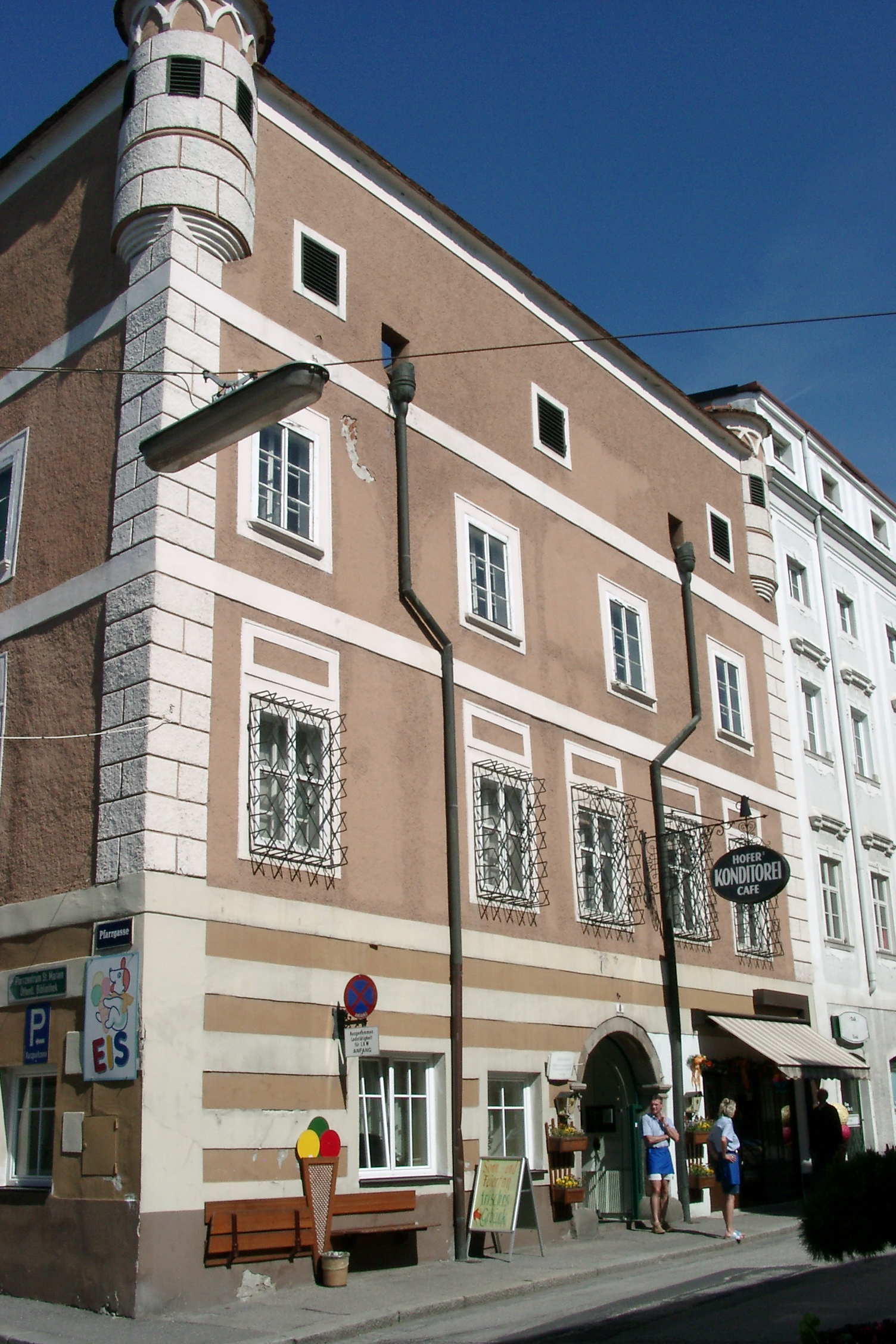
Ennser Bürgerhaus mit Ecktürmchen, Wiener Straße 8

Hans von Matz (auch: Hans Matz oder Hans Metz; * um 1510/20; † Anfang 1580 in Enns) war ein Renaissance-Baumeister, der für protestantische bürgerliche und adlige Auftraggeber in Enns und der näheren Umgebung tätig war und vor allem durch den Bau des Ennser Stadtturmes bekannt ist.

## Leben

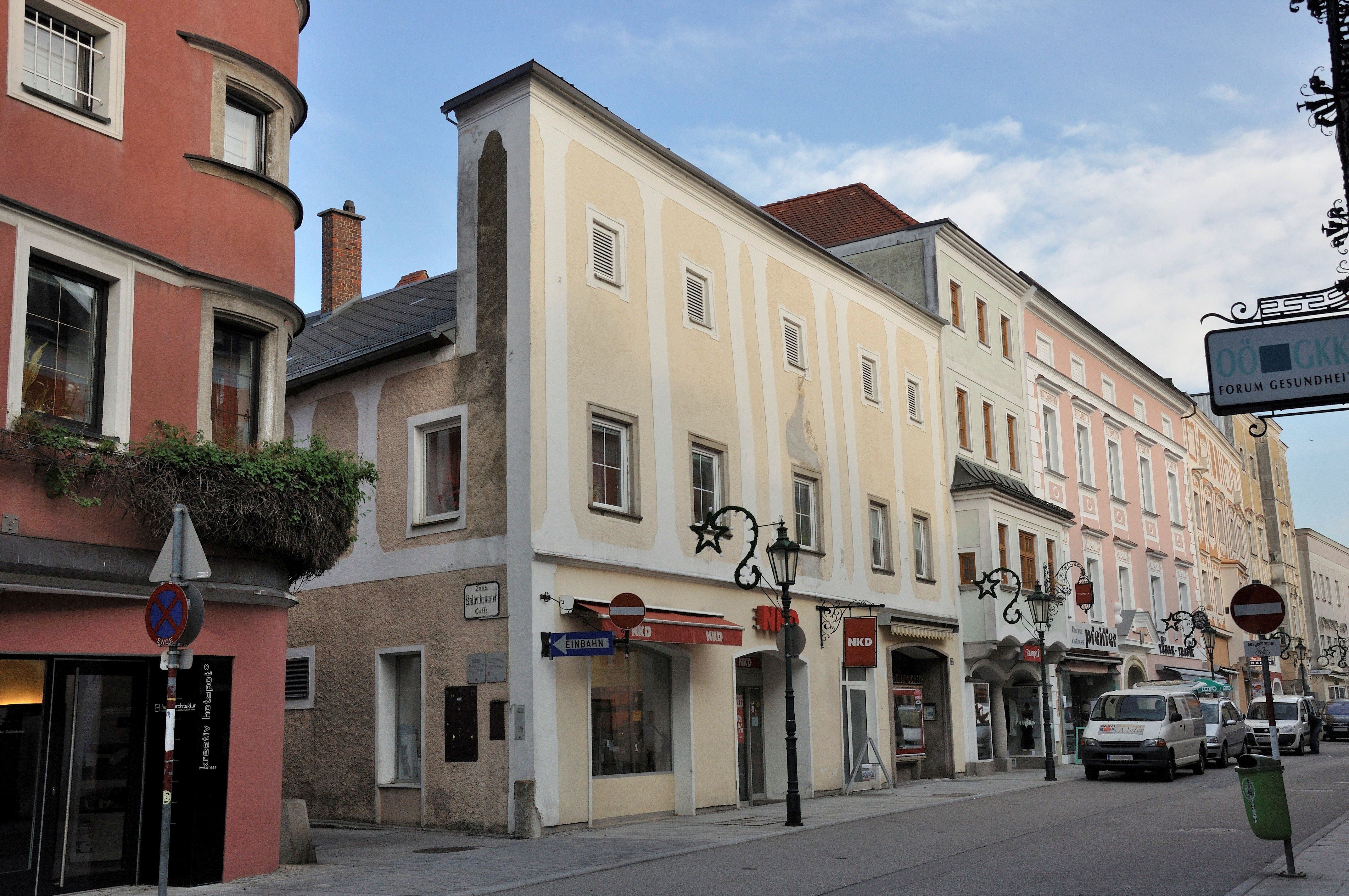
Runderker des Wohnhauses von Hans Matz links im Bild

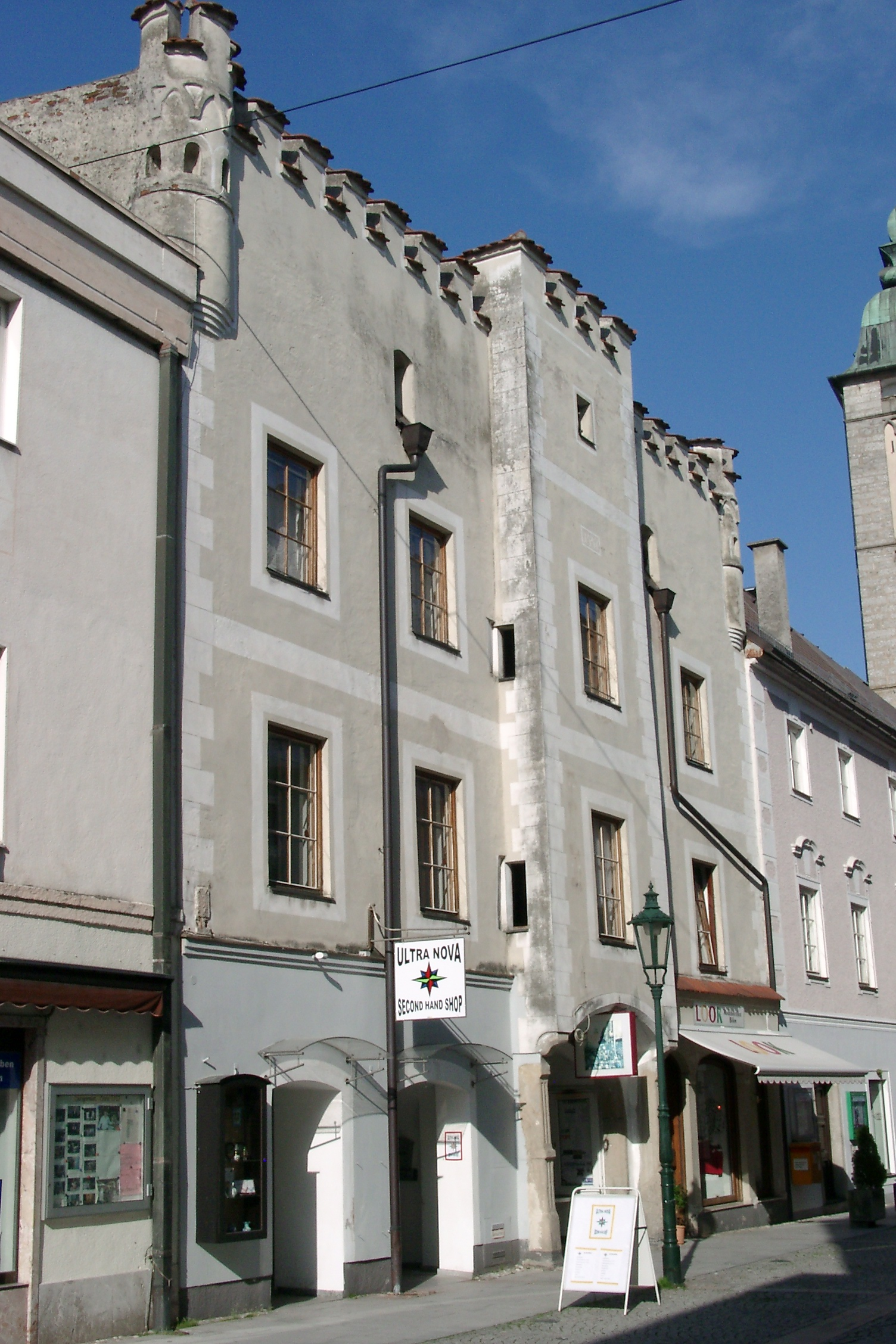
Ennser Bürgerhaus mit Ecktürmchen, Linzer Straße 4

Baumeister Matz kommt im Quellenmaterial erstmals 1550 vor, als er an der Fertigstellung des 1547 begonnenen Umbaus des zweiten Ennser Rathauses beteiligt war.
Matz als sein Herkunftsort konnte bislang noch nicht identifiziert werden, ebenso wenig ist über die Orte seiner Ausbildung zum Meister bekannt. Er wird zu den welschen Maurern gerechnet und wird sein Handwerk daher in Oberitalien gelernt haben.
Hans Matz blieb bis zu seinem Lebensende Anfang 1580 in Enns. 1551 arbeitete er am Umbau der von den Minoriten verlassenen Klosterkirche zur neuen Pfarrkirche St. Marien. Aus diesem Anlass ist eine Abrechnung erhalten, in der er sich „Hans von Matz“ nennt. Mit deren Auffindung war klargestellt, dass er nicht aus Mainz am Rhein stammt, wie man früher aufgrund einer anderen Quelle angenommen hat.
In seinen letzten Lebensjahren war Matz in mehrere Gerichtsverfahren verwickelt und wurde kurz vor seinem Lebensende wegen „Beleidigung“ eines Bürgers sogar im Gefängnis im Turm inhaftiert. Dabei könnte mitgespielt haben, dass sein langjähriger Gönner, der Ennser Burgvogt Georg Gienger von Rotteneck, Anfang 1577 gestorben war und dem Baumeister feindlich gesinnte Stadträte nun ans Ruder kamen.

## Familie
Hans von Matz heiratete um 1570 Anna Kreizer, die Tochter des 1551 verstorbenen Ennser Stadtrichters Wolfgang Kreizer. Diese Eheschließung ist ein Beweis dafür, dass Matz nach dem Bau des Stadtturms bei den maßgeblichen Kreisen der Stadt hoch im Kurs stand und sie ihn als Baumeister in der Stadt zu halten suchten. Das Ehepaar Matz hatte zwei Kinder, Hans und Helena. Anna überlebte ihren Mann um mehr als 30 Jahre.
Für seine Familie errichtete er um 1570 ein bemerkenswertes Wohnhaus mit Runderker und Rundtürmchen. Sein ehemaliges Wohnhaus steht allerdings nicht unter Denkmalschutz.

## Wirkung
Hans von Matz brachte die damals neue Kunst der Renaissance nach Österreich, verwendete allerdings teilweise noch spätgotische deutsche Elemente.
In Enns errichtete Hans von Matz 1564 bis 1568 nicht nur den weithin bekannten Stadtturm, sondern er baute für protestantische Ratsfamilien und Stadtrichter deren Wohnhäuser im Stil der Renaissance um.
Im Zuge der erstarkenden Gegenreformation geriet sein Name bei der wieder katholischen Bürgerschaft so in Vergessenheit, dass bis in die zweite Hälfte des 20. Jahrhunderts nicht einmal bekannt war, welcher Baumeister den Stadtturm errichtet hatte. Ein weiterer Grund für seine geringe Bekanntheit ist die unglückliche Quellenlage. Im Jahr 1857 ging nämlich ein Großteil der Quellen zum Leben und Werk des Renaissancebaumeisters Matz verloren, als 110 Zentner Archivalien des Ennser Stadtarchivs an einen Wiener Papiermacher als Altpapier verkauft wurden. Aus dem Zeitraum 1552 bis 1568 ist daher nur noch ein einziges Dokument vorhanden (eine Rechnung über das Kupferdach des Stadtturmes vom Juli 1567).

## Architekturmerkmale
Eines seiner Markenzeichen waren runde Ecktürmchen, die im Mittelalter ursprünglich Verteidigungsfunktion hatten, dann Statussymbol spätmittelalterlicher Adelsarchitektur waren und in Enns im 3. Viertel des 16. Jahrhunderts vom Bürgertum als Zierelemente übernommen wurden.
Matz kombinierte die Ecktürmchen zudem gerne mit einer Variante des Rundbogenfrieses, indem er jeweils zwei Rundbögen überkreuzt. Die Kombination von Ecktürmchen mit überkreuzten Rundbogenfriesen ist in Enns vor allem auf den Häusern Bräuergasse 4a, Linzer Straße 4, Wiener Straße 8 und auch Ennsberg 1 gut zu sehen.

## Werke

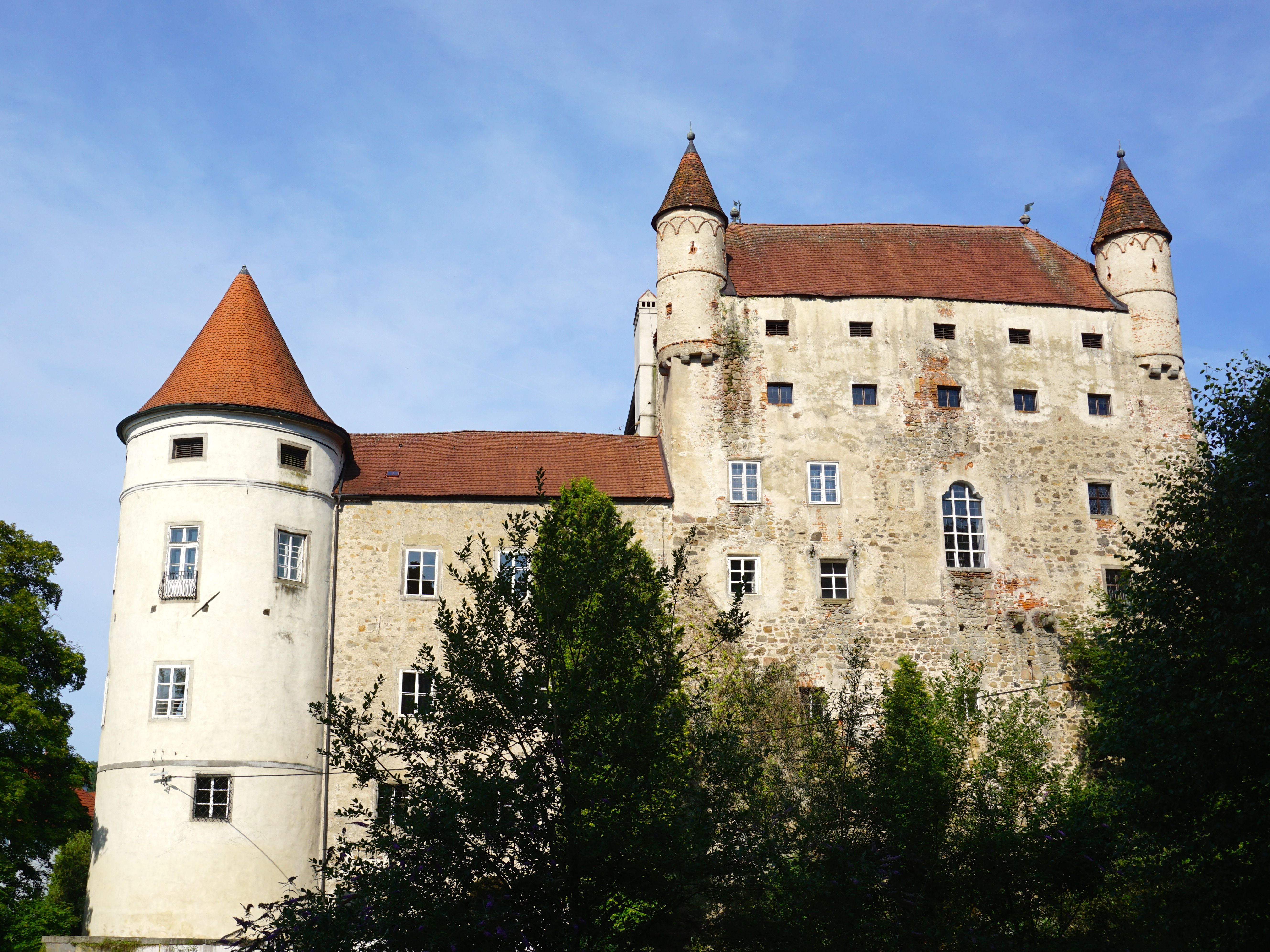
Osttrakt von Schloss Schwertberg

- Mitarbeit am Umbau des zweiten Rathauses in Enns ab 1550 (Arbeiten im Inneren des Rathauses)
- Umbau der Minoritenkirche zur Pfarrkirche Enns-St. Marien, 1551
- Errichtung des Stadtturmes Enns, 1564–1568
- Umbau der Neuen Ennsburg, ca. 1565/70
- Errichtung mehrerer Bürgerhäuser in Enns für Stadtrichter und Ratsbürger, bemerkenswert ist das für seine Familie errichtete Wohnhaus (Linzer Straße 18a)
- Umbau am Osttrakt von Schloss Schwertberg mit den charakteristischen Ecktürmchen im Auftrag von Hans von Tschernembl, um 1570
- Umbau an der protestantischen Hälfte von Schloss Purgstall, 1571, im Auftrag des Grafen Auersperg durch Errichtung des Rundturmes mit den charakteristischen Gesimsbändern an der Südwest-Ecke der Anlage. Der Rundturm ist durch eine Inschrift auf das Jahr 1571 datiert und weist Ähnlichkeiten mit dem Runderker des für seine Familie in Enns errichteten Wohnhauses auf.